# Milton Latham
Milton Latham (Columbus, 1827. május 23. – New York, 1882. március 4.) az Amerikai Egyesült Államok szenátora (Kalifornia, 1860–1863).